# Großer Kranichsee

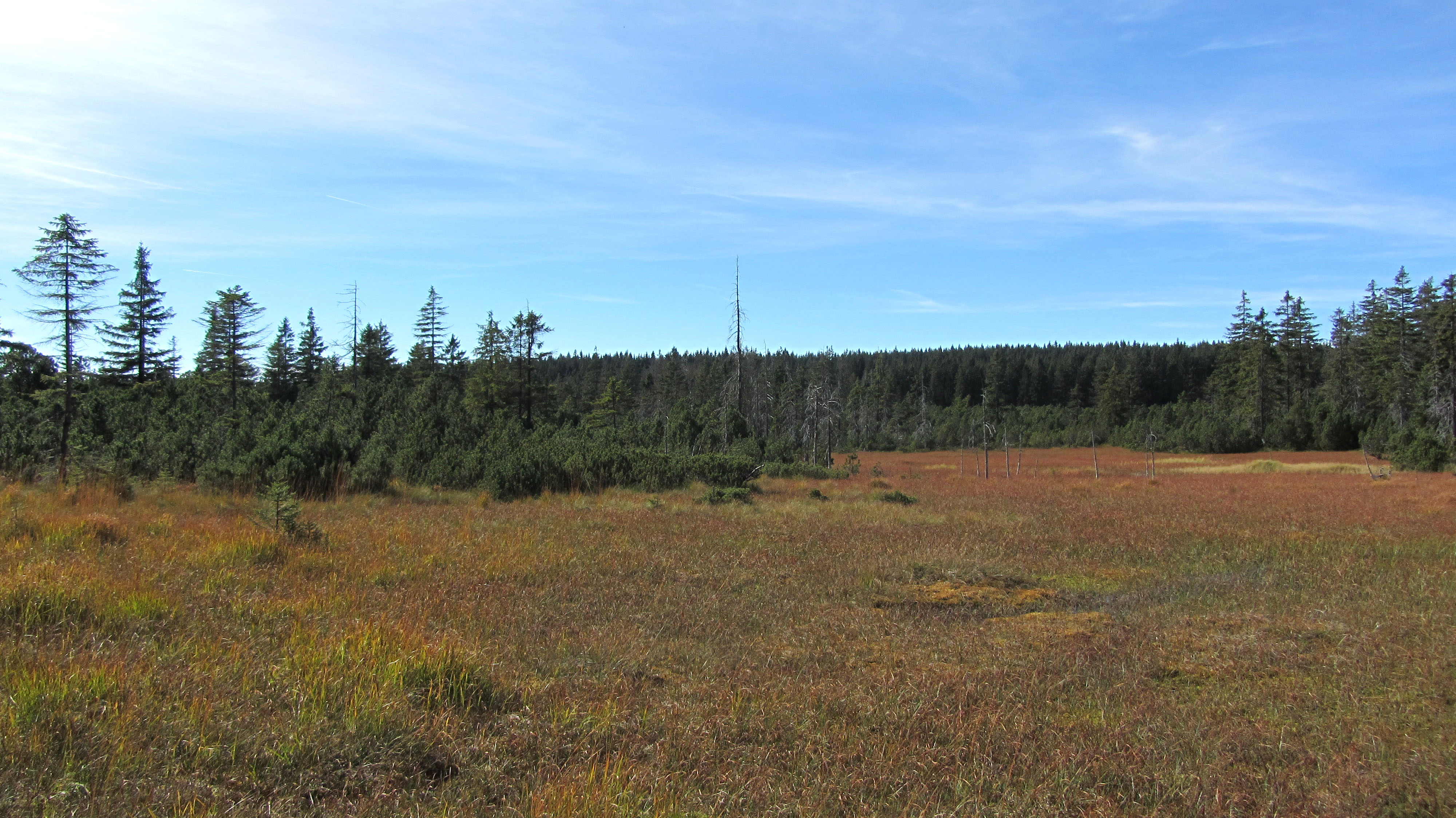
Moorfläche im Bereich des Großen Kranichsees

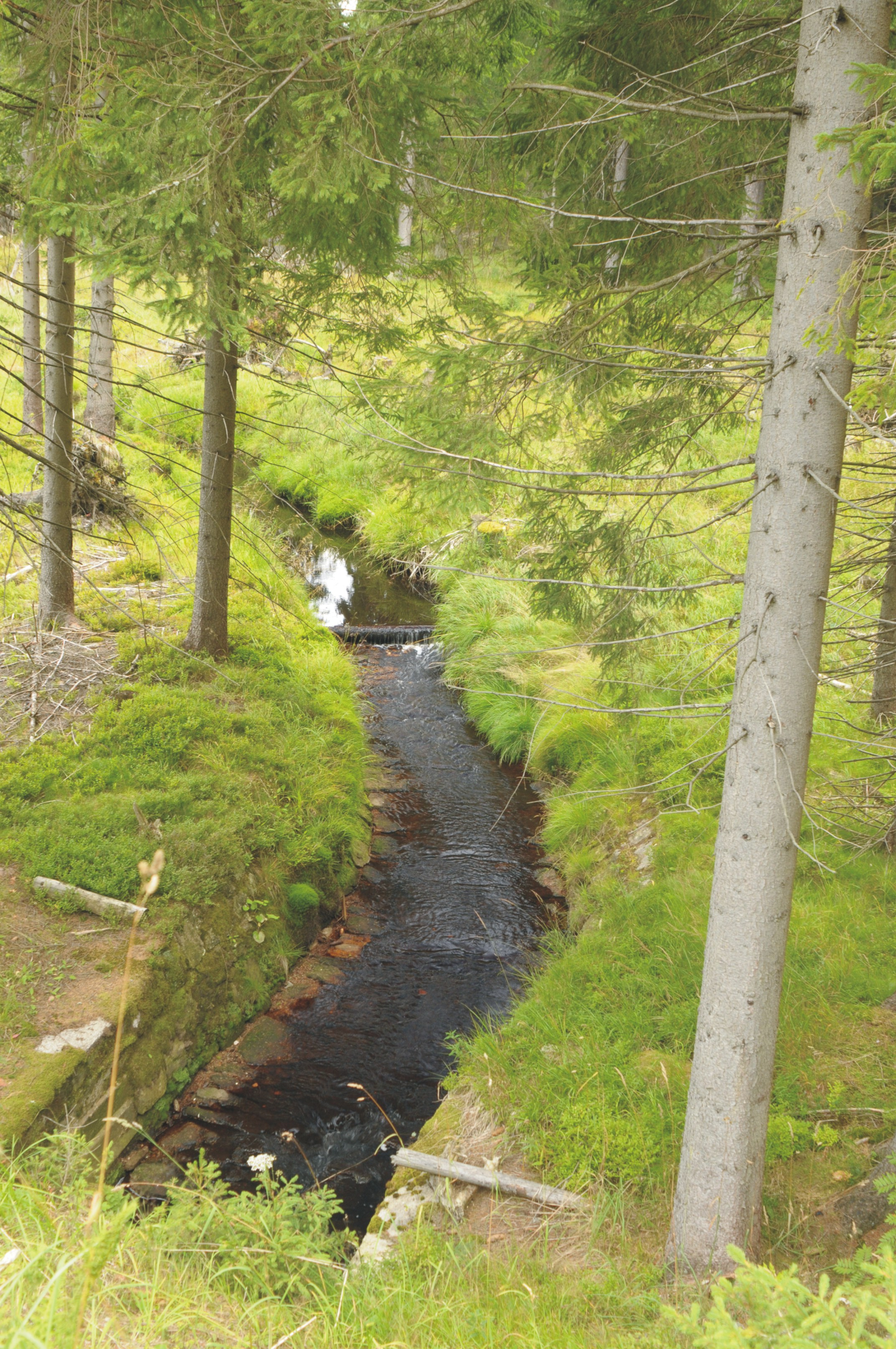
Die Wilzsch entspringt im Wilzschmoor

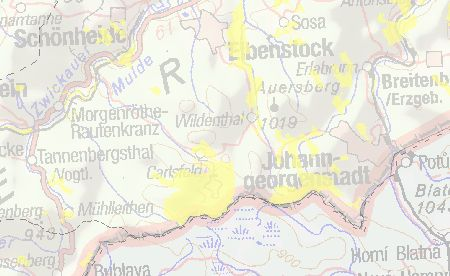
Kernstück des Natura 2000-Schutzgebietes „Erzgebirgskamm am Großen Kranichsee“

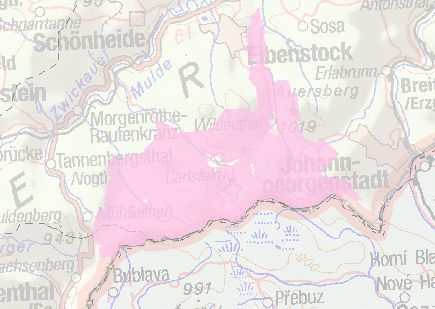
Teil des Vogelschutzgebietes „Westerzgebirge“

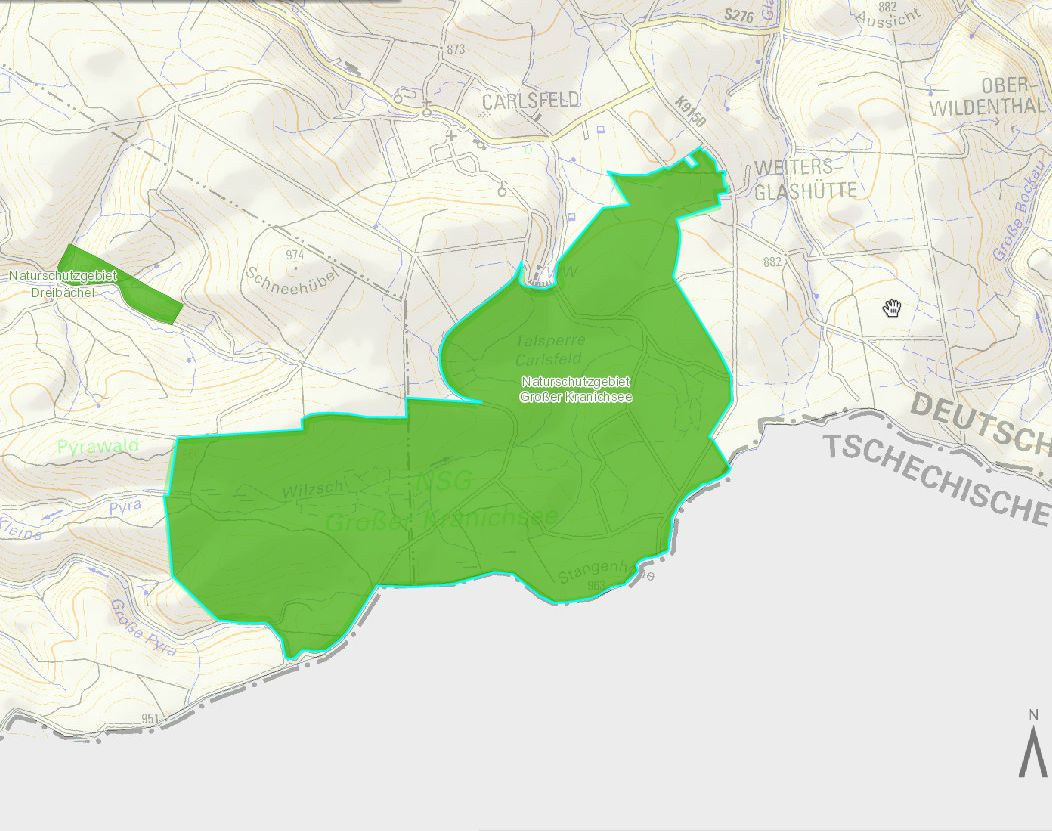
Naturschutzgebiet „Großer Kranichsee“

Der Große Kranichsee (tschechisch: Velké jeřábí jezero) ist eines der bedeutendsten Hochmoore im Erzgebirge. Das gleichnamige, weitere Gebiete umfassende Naturschutzgebiet wurde 1912 erstmals, 1961, 1967 und 2008 mit Flächenerweiterungen unter Naturschutz gestellt.

## Lage
Das Hochmoor liegt südlich von Carlsfeld und der Talsperre Carlsfeld auf 950 m ü. NHN auf der Hochfläche des Erzgebirgskammes beiderseits der deutsch-tschechischen Grenze. Sein Areal erstreckt sich auf den Gemeindeterritorien von Muldenhammer und Eibenstock. Das bedeutet, dass ein Teil des Gebiets des Großen Kranichsees im Vogtlandkreis liegt.
Westlich des Kranichsees befand sich der Schwarze Teich. Unmittelbar nördlich liegt das Wilzschmoor, das Quellgebiet der Wilzsch. In östliche Richtung gibt es den Kleinen Kranichsee, dessen Moorkern im Gegensatz zum Großen Kranichsee auf deutscher Seite liegt.

## Etymologie
Die Bezeichnung des Hochmoores wird mit dem slawischen Wort granica für Grenze in Zusammenhang gebracht. Mit seihe oder sehe wurden früher Moorgelände bezeichnet, so dass der Name sinngemäß „Grenzmoor“ bedeutet. Auf dem sächsischen Meilenblatt Nr. 246 von 1791 wird das Gebiet als der „Grosse Cranich See“ bezeichnet.

## Bedeutung
Der Große Kranichsee ist Teil des SPA-Gebietes (Vogelschutzgebietes) „Westerzgebirge“ und Kernstück des Natura-2000-Schutzgebietes „Erzgebirgskamm am Großen Kranichsee“. Die von der sächsischen Landesregierung initiierte Schutzgebietsanmeldung Deutschlands für diesen Bereich wurde von der Kommission der Europäischen Union angenommen, damit ist dieses Gebiet Teil des Netzes Natura 2000 der EU. Der Erzgebirgskreis bewertet das 611 Hektar große Naturschutzgebiet: „Die hochwertige Biotopausstattung und die hier vorkommenden Arten machen dieses Schutzgebiet zu einem besonderen Kleinod in der Kammlage des Erzgebirges.“ ()
In dem Natura-2000-Schutzgebiet sind elf FFH-Lebensraumtypen vorhanden, davon wurden vier nach europäischem Recht als prioritär eingestuft: artenreiche Borstgrasrasen, lebende Hochmoore, Bergkiefer-Moorwälder mit Moorkieferbeständen und Fichten-Moorwälder.
Es handelt sich um ein Wasserscheiden- und Krummholzhochmoor, das nach Westen durch die Große Pyra, nach Osten durch die Wilzsch und nach Süden durch die Rolava entwässert wird. Siegfried Sieber stellte die Bedeutung dieses Hochmoors als Wasserspeicher mit Relevanz für den Grundwasserstand und die Trinkwasserversorgung heraus.

## Flora
- Bergkiefer (Pinus mugo)
- Scheiden-Wollgras (Eriophorum vaginatum)
- Schwarze Krähenbeere (Empetrum nigrum)[4]
- Rauschbeere (Vaccinium uliginosum)[4]
- Moosbeere (Vaccinium microcarpum)[4]
- Rosmarinheide (Andromeda polifolia)
- Arnika (Arnica montana)[4]
- Bärwurz (Meum athamanticum)[4]

## Fauna
- Hochmoor-Mosaikjungfer (Aeshna subarctica)[4]
- Arktische Smaragdlibelle (Somatochlora arctica)[4]
- Kreuzotter (Vipera berus)
- Bergeidechse (Lacerta vivipara)
- Waldeidechse (Zootoca vivipara)[4]
- Raufußkauz (Aegolius funereus)[4]
- Sperlingskauz (Glaucidium passerinum)[4]

## Tourismus
1908 legte der Erzgebirgszweigverein Carlsfeld einen Knüppeldamm in das Moor an und errichtete ein Aussichtsgerüst, das nur wenige Jahre existierte und – im Gegensatz zum Gerüst im Kleinen Kranichsee – aus Kostengründen nicht mehr erneuert wurde. Außerhalb der als Totalreservate bezeichneten Bereiche mit Betretensverbot können Interessierte das Gebiet auf einem Knüppeldamm begehen.